# سارا رهبر
سارا رهبر (زاده ۱۹۷۶ در تهران) هنرمند معاصر ایرانیِ مقیم در شهر نیویورک است. کارهای هنری او دربردارنده عکاسی، مجسمه‌سازی و چیدمان است که همه آن‌ها الهام گرفته از تجارب شخصی هنرمند هستند. در حالی که آثار اولیه او بیشتر پیرامون ایده‌های خودزیستنامه‌ای وابستگی ملی بودند، او در کارهای فعلی خود به مسئله وضعیت انسان در مقیاسی وسیع‌تر می‌پردازد.

## زندگی‌نامه
در سال ۱۹۸۲، رهبر و خانواده‌اش در آغاز انقلاب ایران و در اوایل جنگ ایران و عراق، ایران را ترک کردند.
رهبر از سال ۱۹۹۶ تا ۲۰۰۰ میلادی در مؤسسه فناوری مد در نیویورک مشغول به تحصیل بود و از سال ۲۰۰۴ تحصیلات خود را در کالج سنترال سنت مارتینز در لندن ادامه داد.
نخستین اثر هنری او که توجه زیادی را به خود جلب کرد، مجموعه پرچم او بود که در آن پارچه‌های سنتی و اشیاء را با به‌کارگیری از روش تکه‌چسبانی در کنار یکدیگر قرار داده بود، تا تجسمی از پرچم ایران و آمریکا را به‌وجود آورد. این مجموعه وابستگی ملی و نقش پرچم‌ها به عنوان نمادهایی از خشونت ملی‌گرایانه و ایدئولوژیک را بررسی می‌کند.

## کارها
کارهای او به صورت گسترده در کشورهای گوناگون و چندین مؤسسه هنری ازجمله مرکز ملی هنر و فرهنگ ژرژ پمپیدو، گالری ساعتچی، موزه ملی هنرهای زیبای تایوان، گالری هنری کوئینزلند، موزه بریتانیا و موزه دیویس (در کالج ولزلی) به نمایش گذاشته شده‌اند.